# Ugo Zannoni
Ugo Zannoni (Verona, 21 luglio 1836 – Verona, 3 giugno 1919) è stato uno scultore italiano.

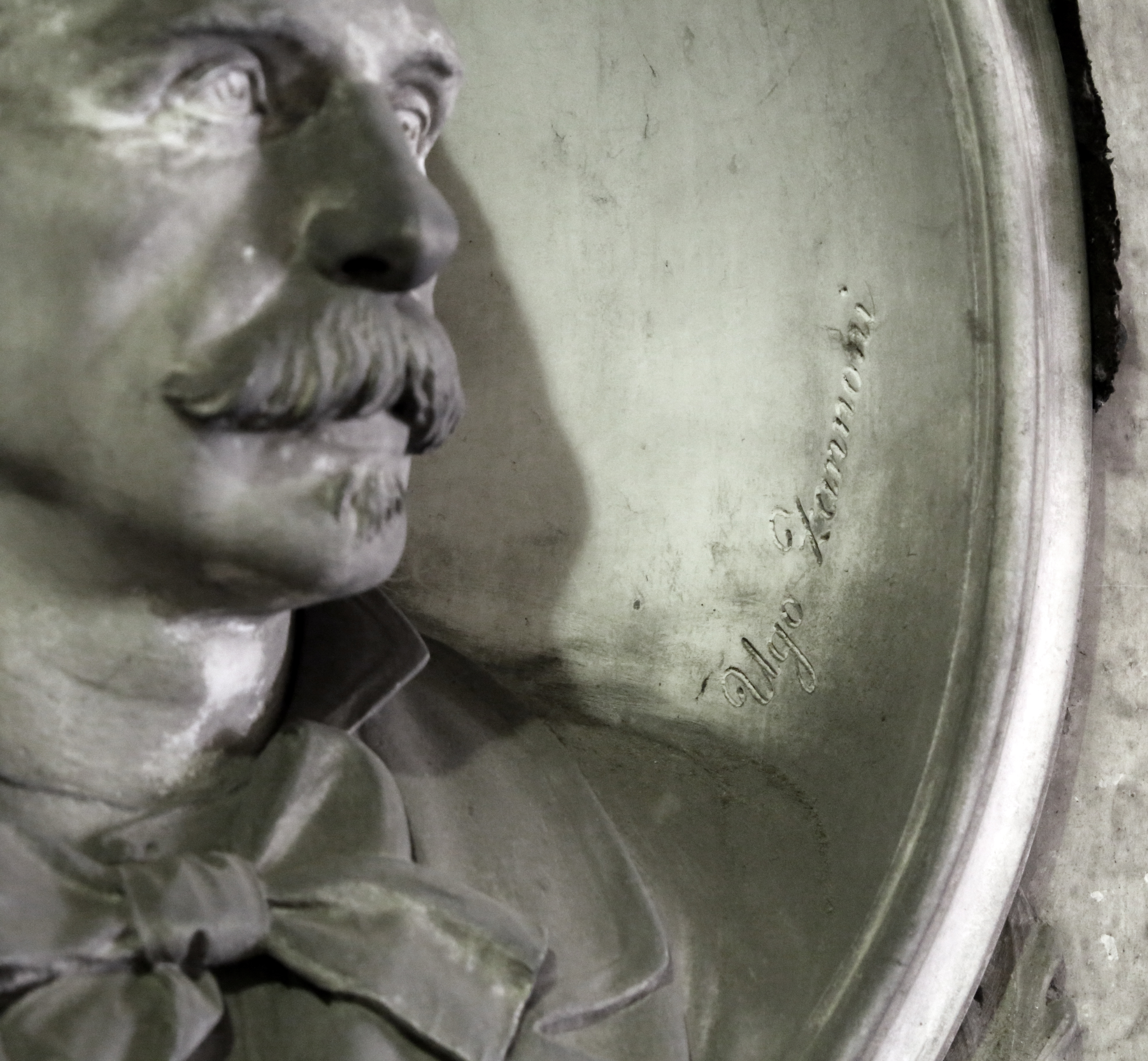
Firma su una lapide al cimitero monumentale di Verona

Iniziò la sua formazione come scultore nella città natale presso la bottega di Grazioso Spazzi per poi proseguire all'Accademia di Belle Arti di Venezia e, successivamente, all'Accademia di Brera.
Tra le sue opere più importanti realizzate a Verona si ricordano, la statua di Dante Alighieri collocata in piazza dei Signori, i busti di Michele Sanmicheli e di Nicola Mazza per la chiesa di San Tomaso Cantuariense, sempre per la stessa chiesa il gruppo scultoreo per l'altare Dolcetti, numerose tombe per il cimitero monumentale, alcuni busti per la protomoteca cittadina (oggi ospitata nella biblioteca civica di Verona) e il monumento ad Aleardo Aleardi.
Venne insignito del titolo di Cavaliere della corona da Vittorio Emanuele II.
È sepolto accanto ad alcuni familiari nel cimitero monumentale di Verona.